# خايمي سييرا
خايمي سييرا (بالإسبانية: Jaime Sierra Mateos)‏ هو لاعب كرة قدم إسباني في مركز الوسط، ولد في 18 مارس 1998 في مدريد في إسبانيا. لعب مع نادي ليغانيس.

## وصلات خارجية
- خايمي سييرا على موقع قاعدة بيانات كرة القدم.إي يو (الإنجليزية)
- خايمي سييرا على موقع Soccerway.com (الإنجليزية)